# Ignacio Camacho López de Sagredo
Ignacio Camacho López de Sagredo (Marchena, Sevilla, 21 de novembre de 1957) es un periodista espanyol.
Es va llicenciar Filologia Hispànica per la Universitat de Sevilla. Les seves primeres experiències professionals van ser en mitjans escrits a Andalusia com Nueva Andalucía i El Correo de Andalucía (1980-1982). Passa seguidament a Diario 16, periòdic en el qual va treballar fins a 1996 i del que, a més de ser columnista, va arribar al lloc de sotsdirector. El destí següent va ser el diari El Mundo, del que n'arribà a ser subdirector, a més de columnista. En novembre de 2000 s'incorpora a ABC com a adjunt al director i en juliol de 2004 en fou nomenat director, en substitució de José Antonio Zarzalejos. Va exercir el càrrec durant un any.
Amb posterioritat ha continuat treballant en el mateix periòdic com a columnista i editorialista.
A més, és col·laborador habitual com a comentarista polític en nombrosos programes de debat a Espanya tant de ràdio (Herrera en la onda i La Brújula d'Onda Cero, fins 2015 i des d'aleshores Herrera en COPE, La Tarde de COPE amb Ángel Expósito i La linterna de COPE), com de televisió: Día a día (fins 2004), Cada día (2004-2005), conduïts ambdós per María Teresa Campos, a Telecinco i Antena 3 respectivament, Madrid opina (2006-2011) a Telemadrid, El debate de la 1 (2012-present) i La noche en 24 horas (2012-), ambdós a TVE i Espejo Público (2011-), a Antena 3.
Ha escrit diversos llibres d'anàlisi política entre els quals cal citar El huerto del asistente (1990), sobre el cas Juan Guerra, Crónica de un sueño, centrada en la Transició a Andalusia, o Memoria del paisaje, junt a d'altres autors.

## Premis
- Premi César González-Ruano de periodisme (2008), atorgat per la Fundació MAPFRE, pel seu article obituari Umbrales, publicat a ABC.
- Premi Mariano de Cavia del diari ABC (2010).
- Premi ABC Cultural & Ámbito Cultural (2013).